# Pete Carril
Peter Joseph Carril, detto Pete (Bethlehem, 10 luglio 1930 – Filadelfia, 15 agosto 2022), è stato un cestista e allenatore di pallacanestro statunitense, membro del Naismith Memorial Basketball Hall of Fame dal 1997 in qualità di allenatore.